# Miss Mundo 2000
O Miss Mundo 2000 foi a 50ª edição do Miss Mundo e foi vencido pela Miss Índia Priyanka Chopra. 
A final do concurso aconteceu em 30 de novembro no Domo do Milênio (Millenium Dome) em Londres, com a participação de 95 candidatas. 

## Resultados
| Classificação | Nome            | País    |
| ------------- | --------------- | ------- |
| Vencedora     | Priyanka Chopra | Índia   |
| 2º lugar      | Giorgia Palmas  | Itália  |
| 3º lugar      | Yüksel Ak       | Turquia |

Completaram o Top 5: Margarita Kravtsova do Cazaquistão e Katja Thomsen Grien do Uruguai.
Completaram o Top 10: A Miss Chile Isabel Bawlitza, a Miss Colômbia Andrea Durán, a Miss Quênia Yolande Masinde, a Miss Ucrânia Olena Scherban e a Miss EUA Angelique Breaux.

## Curiosidades
- Priyanka foi coroada por sua conterrânea, a Miss Mundo 1999 Yukta Mookhey.
- O concurso foi o primeiro realizado após a morte de seu fundador Eric Morley. [3]
- O concuros foi, portanto, o primeiro realizado sob a direção de Julia Morley, esposa de Eric.